# Monument des trois Maréchaux
Le monument des trois Maréchaux est un monument commémoratif situé sur le boulevard Jean-Bepmale à Saint-Gaudens (Haute-Garonne, France) en l'honneur des trois maréchaux pyrénéens de la Première Guerre mondiale Ferdinand Foch, Joseph Joffre et Joseph Gallieni.

## Inception
En 1942, les bronzes décorant l'escalier monumental — un buste du sculpteur/médailleur Augustus Saint-Gaudens entouré de deux allégories inaugurée en 1932 — sont concernés par la récupération des métaux non ferreux. Dans ce contexte, l'idée de l'érection d'un monument en marbre à l'effigie des trois maréchaux est proposée.
Le comité ayant soutenu cette œuvre était constitué des présidents de l'union fédérale des Anciens Combattants, de l'Assemblée nationale, du Conseil de la République, du Conseil des ministres, de l'Union française - les ministres des Affaires étrangères, de la Défense nationale, des Anciens Combattants et Victimes de guerre, de l'Éducation nationale, de la France d'outre-mer - des sénateurs d'État - des membres des familles Foch, Joffre et Galliéni (dont Madame la Maréchale Joffre) - des militaires de haut grade : les généraux Thierry d'Argenlieu - Juin - De Lattre - l'amiral Lacaze - des personnalités de l'Union française - le Président du Conseil municipal de Paris (Pierre de Gaulle) - les élus de la Haute-Garonne et de l'Assemblée nationale
(MM. Auban, Costes-Floret, Gresa, Roques) - l'Inspecteur général de la Ve Région (M. Pelletier) - le cardinal Saliège - MM. les maires de Toulouse (Raymond Badiou), de Tarbes, Saint-Béat (Achille Auban) et Rivesaltes - M. le Président du Conseil général de la Haute-Garonne (M. Montel) - le secrétaire perpétuel de l'Académie française (M. Georges Lecomte) Madame la Maréchale Foch et les autres représentantes des familles Foch et Galliéni, le général Weygand.
L’œuvre a coûté six à sept millions de francs et a été financée par les départements français.

## Inauguration
Le monument des trois Maréchaux est inauguré par l’ancien président de la République Vincent Auriol, le 20 octobre 1951, sur l'initiative des deux mairies de Valentine et de Saint-Gaudens en hommage au centième anniversaire de la naissance du maréchal Ferdinand Foch, qui avait grandi à Valentine. 
Parmi les personnes qui participent à l'inauguration:
- Gaston Monnerville
- Maurice Bourgès-Maunoury
- André Marie
- Laurent Eynac
- Louis Jacquinot
- Jean Baylot
- Émile Pelletier
- les ambassadeurs en France des États-Unis, de Grande-Bretagne, de Belgique, du Canada, d'Italie, d'Australie, du Portugal, de Grèce ou leurs représentants.
- Le général anglais Mac Orah
- Le cardinal Saliège[7]

« pour les trois Maréchaux que nous célébrons, ce n'est pas une glorification de l'hégémonie militaire que nous avons voulue, mais un hommage à ceux qui ont travaillé uniquement à la défense de la patrie. Ils n'ont tiré leur épée que devant leur mère menacée ; c'est l'histoire d'hier, la vérité de demain. Soyons forts si nous voulons être respectés et seulement pour cette pacifique raison »

— l'orateur

## Description
Le monument est l’œuvre de l'architecte parisien André Lencaigne et du sculpteur toulousain Georges Guiraud, grand prix de Rome, choisi sur concours. Le monument aux morts qui lui fait face date de 1923, œuvre du sculpteur Ducuing. 
Le monument aux morts est inscrit au titre des monuments historiques le 18 octobre 2018. Il fait partie d'un ensemble de 42 monuments aux morts de la région Occitanie protégés à cette date pour leur valeur architecturale, artistique ou historique.
Dans la nuit du jeudi 20 au vendredi 21 décembre 2018, le monument subit un acte de vandalisme et les statues ont été décapitées. Le monument est restauré pour le 8 mai 2019.

### Emblèmes ou armoiries
Sur celle des trois faces du monument orientée vers l'ouest — illustrée en photo — des emblèmes ou armoiries évoquent différents horizons : 
- ancre avec sa corde, symbole de la marine, évoquant régiment d'infanterie chars de marine ou marine royale canadienne
- animaux comme quadrupèdes ou oiseaux 
  -  aigle, évoquant l'emblème de l'United States Army
  - aigle à double tête couronnée et à blason, évoquant un pays d'Europe du Sud  ou de l'Est (de type Serbie, Russie, Autriche, Espagne) ou évoquant l'armée hellénique
  - le chameau : représente de manière générales toutes unités d'origine méhariste[13]
  - éléphant, pouvant évoquer la côte d'Ivoire ou d'autre régions
- autres symboles 
  - étoile à cinq branches pouvant évoquer le Maroc, le régiment d'infanterie chars de marine, ou le 1er régiment de spahis
  - étoile et lune pouvant évoquer le l'Algérie ou la Turquie ou le 3e régiment de spahis algériens
  - mosquée[13]
  -  évoquant les armoiries royales du Royaume-Uni
  -  évoquant les petites armoiries du Luxembourg
  -  Blason évoquant la République populaire de Pologne
  - l'insigne regroupant l'éléphant et le dragon peut évoquer l'Indochine ou éventuellement les tirailleurs indochinois
  - Cor de chasse
- évocation de la grenade à 7 flammes de la Légion étrangère

Le monument contient également un symbole à angles droits ressemblant à la forme du caractère berbère ⵣ, mais avec des angles droits.